# 소콜니키 (툴라주)

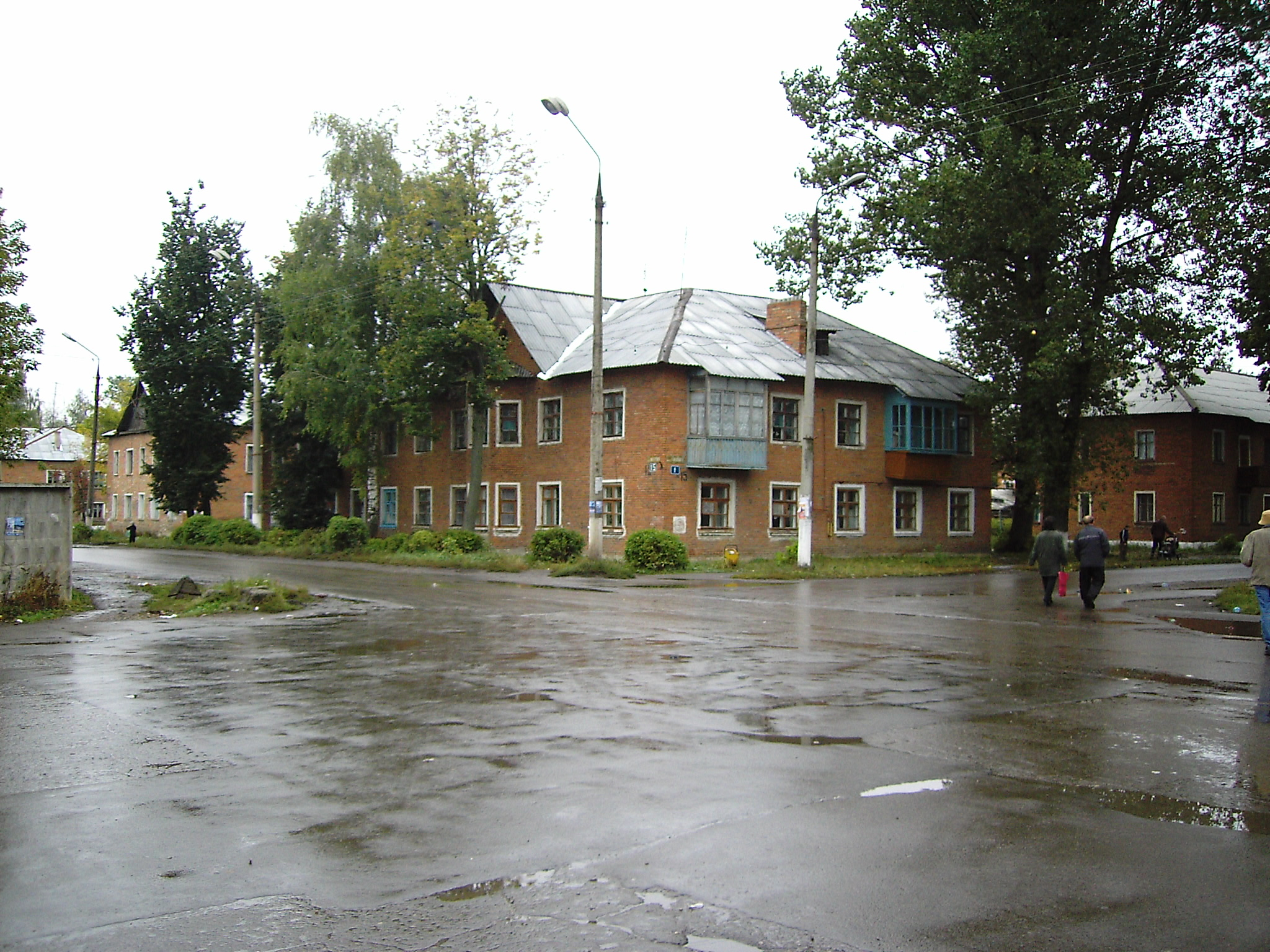

소콜니키(러시아어: Соко́льники)는 러시아 툴라주 동부에 위치한 도시로, 인구는 11,142명(2002년 기준)이다. 툴라(툴라 주의 주도)에서 동쪽으로 83km 정도 떨어진 곳에 위치한다. 1958년 시로 승격되었다.